# Bałtyń
Bałtyń(Buten, Butowo, Bautyń, Bałtyn, niem. Bauten See) – eutroficzne jezioro o powierzchni 23,62 ha, leżące w Lasach Taborskich, na południowy wschód od osady Białka (województwo warmińsko-mazurskie).